# Kapitän

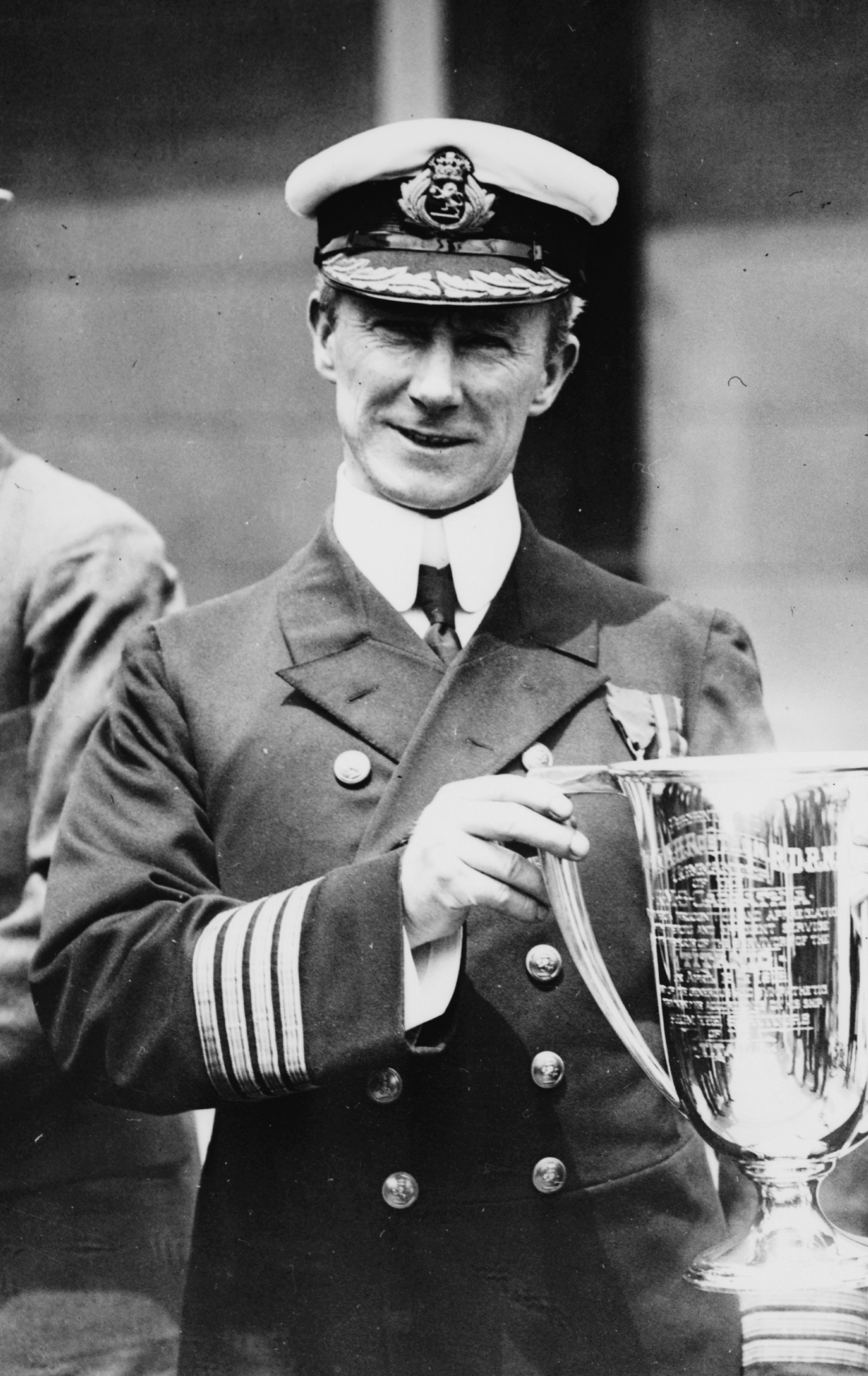
Kapitän Arthur Rostron der Carpathia

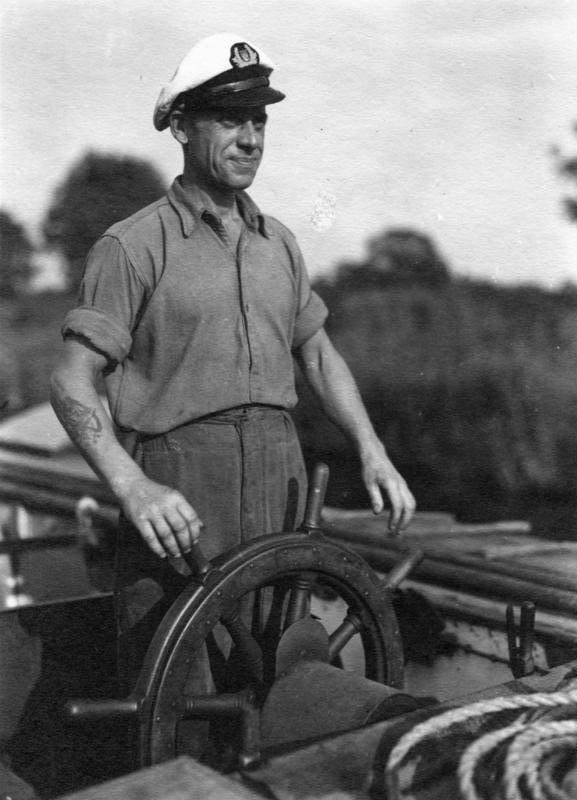
Schiffsführer eines Binnenschiffes (1947)

Das Wort Kapitän (vom lateinischen caput „Kopf, Haupt“, Wortstamm capit-, und davon abgeleitet capitaneus „Anführer“), auch Schiffsführer oder Schiffer, hat in fast alle europäischen Sprachen Eingang gefunden und bezeichnet unter anderem den Führer eines Schiffes. Die Führer von Kriegsschiffen werden offiziell Kommandant genannt; die Führer zivil besetzter Marinehilfsschiffe werden jedoch als Kapitän bezeichnet.

## Allgemeines
Jedes Wasserfahrzeug hat einen einzigen verantwortlichen Schiffsführer. Insbesondere auf großen Schiffen liegen eine Vielzahl nautischer, technischer und kaufmännischer Aufgaben und Verantwortlichkeiten in seiner Hand. In erster Linie trägt der Kapitän die Verantwortung für das Schiff als solches sowie für seine Teilnahme am Verkehr und an technischen Prozessen. Auch für die Navigation und die Sicherheit an Bord zeichnet er verantwortlich. Seine nächsten untergebenen Mitarbeiter sind der Leitende Ingenieur und der Erste Offizier. Als Betriebsleiter ist der Schiffsführer für die Besatzung und die Arbeitsorganisation, als Personenbeförderer oder Frachtführer für die Passagiere und die Ladung verantwortlich.  Als „Hausherr“ auf dem Schiff besitzt der Schiffsführer die Bordgewalt.
In der Freizeitschifffahrt spricht man von Skippern, die in der Regel erfahrene Schiffsführer und in ihrer Funktion dem Kapitän gleichgestellt sind. Die Ausbildung ist aber wesentlich einfacher.

## Geschichte
Im römischen Reich wurden Schiffe von einem „magister navis“ geführt, dieser war in der Regel Sklave – konnte aber auch Eigentümer „dominus navis“ oder Reeder „exercitor navis“ sein – und vereinte als nautischer Leiter und Geschäftsführer des Schiffs die Aufgaben des Kapitäns, des Korrespondentreeders und des Schiffsmanagers in einer Person.
Die nordeuropäischen mittelalterlichen Segelschiffe fuhren unter einem als „Master“ (niederdeutsch „Meester“) bezeichneten Schiffsführer. Dieser „Meister“ war der seemännische und nautische Führer eines Schiffes. Seine Helfer bezeichnete man als „Mates“ (englisch) oder „Maate“ (im Plattdeutschen bis heute in der Pluralform „Maaten“ gebräuchlich).
Als man begann, die Handelsschiffe (es gab in Nordeuropa damals keine regelrechten Kriegsschiffe) zum Schutz vor Überfällen zu bewaffnen, gab man dem „Master“ einen militärischen „Kapitän“ oder „Captain“ (also Hauptmann) mitsamt einigen Offizieren und Seesoldaten mit, die bei einem etwaigen Kampf die Führung des Schiffes übernahmen.
Schließlich wurden die bisherigen Schiffsführer (der Meester und seine Maaten) ganz dem Militär untergeordnet und bildeten nur mehr das für Segelführung und Navigation zuständige nautische Führungspersonal an Bord. Der eigentliche Schiffsführer hieß von da an Kapitän, seine direkten Assistenten waren die Schiffsoffiziere. So wurde aus dem militärischen „Kapitän“ (englisch „Captain“, deutsch „Hauptmann“) ein Schiffskapitän und nicht, wie häufig angenommen, umgekehrt.
Um die Doppelfunktion als militärischer und nautischer Führer zu unterstreichen, wurden im 18. und frühen 19. Jahrhundert Kommandanten militärischer Sloops als „Master and Commander“ bestallt, während auf größeren Schiffen ein eigener „Sailing Master“ für die Navigation zuständig war. Bis heute ist der Begriff Master oder Ship-Master eine übliche Bezeichnung für den Kapitän im englischsprachigen Raum, genauso wie für nautische Offiziere Mate eine übliche Bezeichnung ist.
Auch heute noch entspricht der Dienstgrad „Captain“ in englischsprachigen Heeren einem deutschen Hauptmann (entsprechend einem Kapitänleutnant der Marine). In der englischsprachigen Marine hingegen entspricht der Dienstgrad „Captain“ dem deutschen Kapitän zur See (entsprechend einem Oberst bei Heer und Luftwaffe). Um Verwechslungen zwischen dem Captain bei Land- und Luftstreitkräften einerseits und dem dienstgradhöheren Captain der Marine andererseits zu verhindern, führt Letzterer im Schriftverkehr häufig den Zusatz (USN) (in den USA) oder (RN) (in Großbritannien). Bei der englischsprachigen Polizei – mit Ausnahme der britischen, wo dem Captain angenähert im Rang der chief inspector  entspricht – werden Revierleiter oder vergleichbare Führungsränge der Kriminalpolizei auch als „Captain“ bezeichnet. Dieser Rang ist in etwa mit einem deutschen Polizei-/Kriminalhauptkommissar oder Erstem Polizei-/Kriminalhauptkommissar vergleichbar.
Der erste weibliche Kapitän bei der Deutschen Handelsmarine war vermutlich Annaliese Teetz, die im Dritten Reich auf Empfehlung Martin Bormanns die Ausnahmegenehmigung erhielt, zunächst das Steuermannspatent und während des Zweiten Weltkrieges auch noch das A6-Patent Kapitän auf großer Fahrt zu machen.

## Aufgaben
Die vielfältigen Aufgaben und Verantwortungen lassen sich anhand des deutschen Seehandelsrechts umfassend beschreiben; es ist im April 2013 im HGB reformiert worden. Nach § 478 HGB besteht die Schiffsbesatzung aus dem Kapitän, den Schiffsoffizieren, der Schiffsmannschaft sowie sonstigen im Rahmen des Schiffsbetriebs tätigen Personen. Der Kapitän ist befugt, für den Reeder alle Geschäfte und Rechtshandlungen vorzunehmen, die der Betrieb des Schiffes gewöhnlich mit sich bringt (§ 479 Abs. 1 HGB). Diese Formulierung entspricht der eines Handlungsbevollmächtigten. In ein Schiffstagebuch („Logbuch“) sind durch den Kapitän alle Unfälle einzutragen, die das Schiff, Personen oder die Ladung während der Reise betreffen. Der Kapitän ist zur Ausstellung von Konnossementen befugt (§ 513 Abs. 1 HGB).

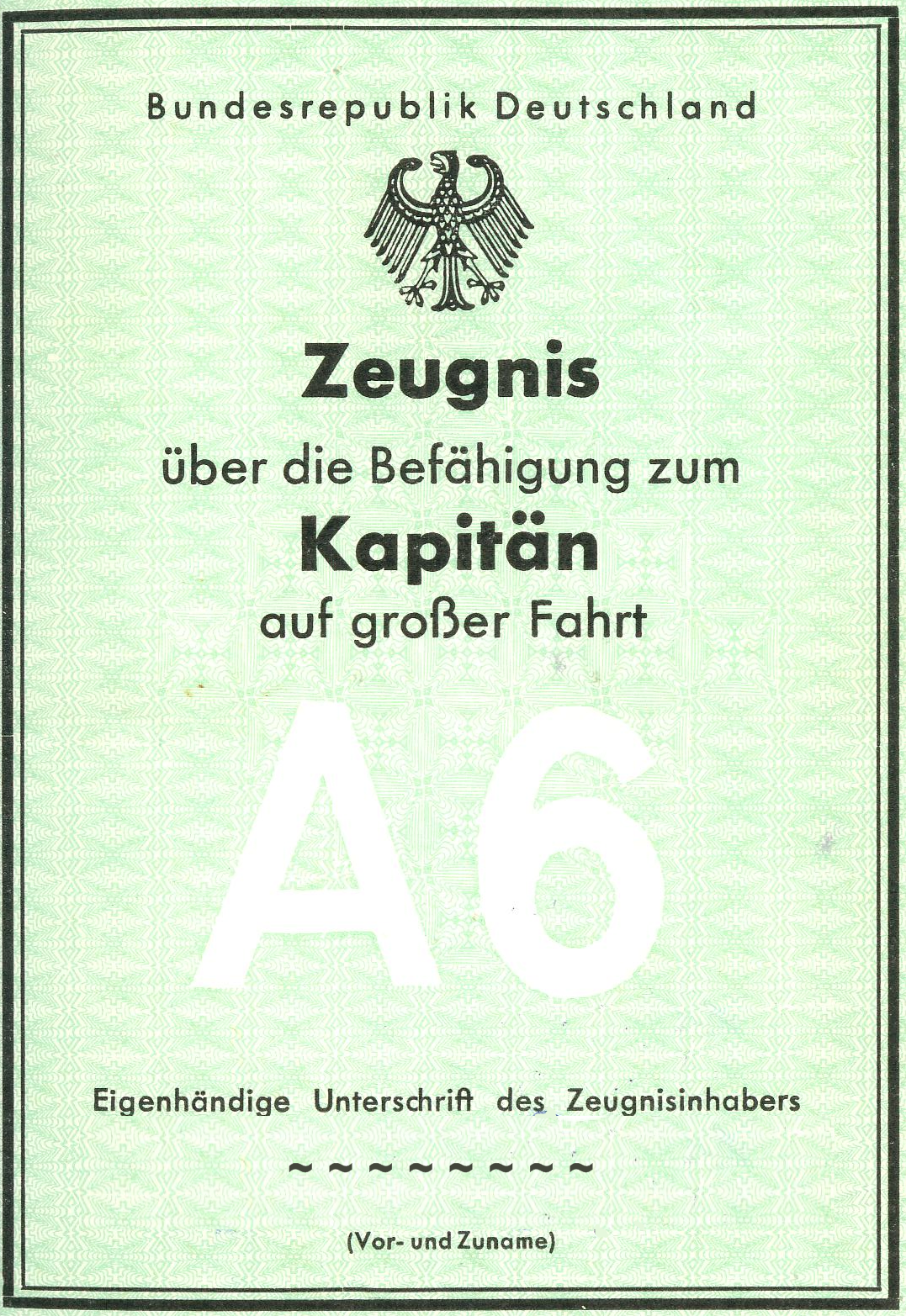
Zeugnis für die Befähigung als Kapitän für große Fahrt; deutsche Handelsmarine, Deckblatt (1965)

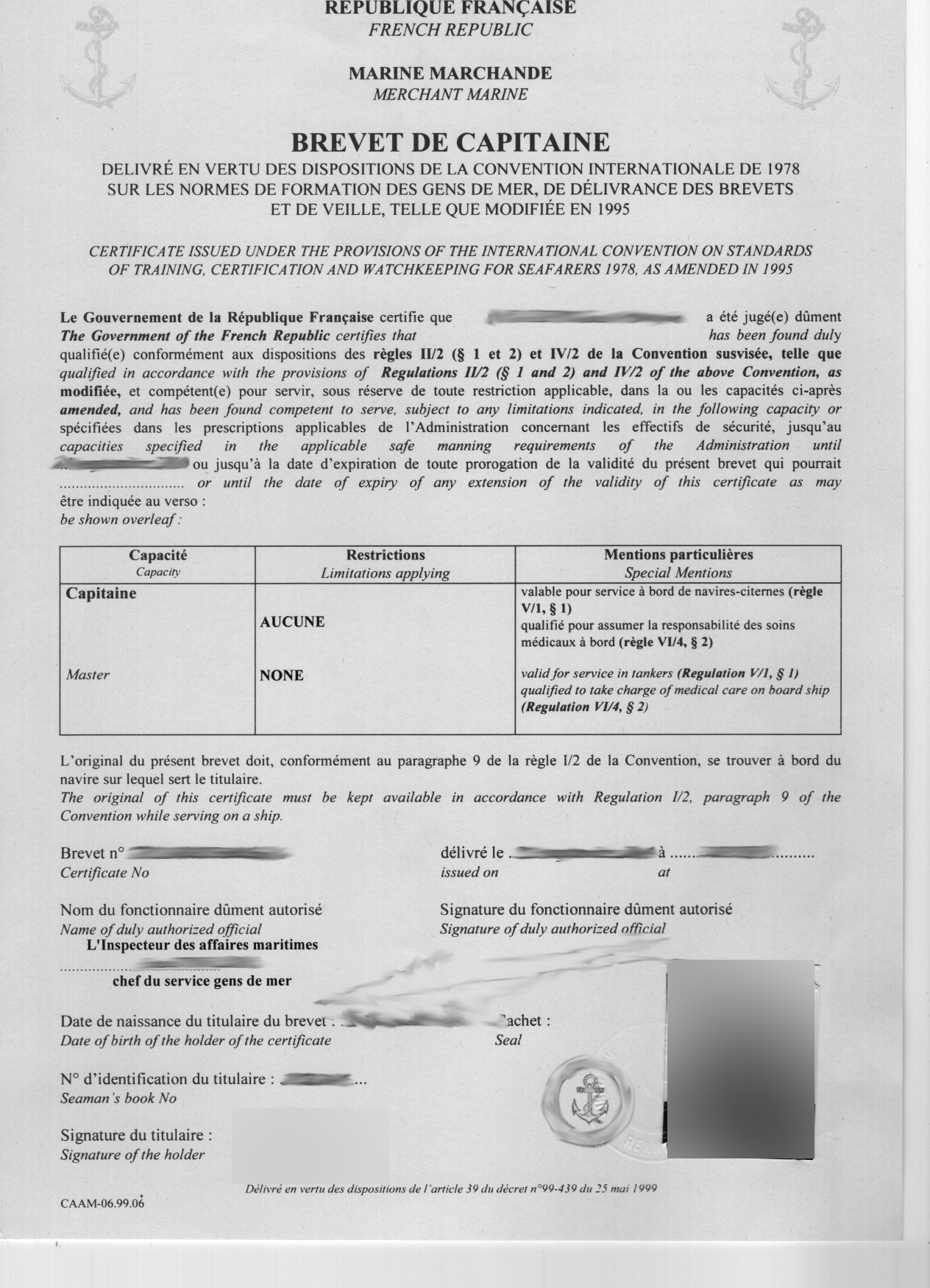
Kapitänspatent der französischen Handelsmarine (nach 1995)

Das Seearbeitsgesetz (SeeArbG) regelt umfassend unter anderem die Rollen von Kapitän und Besatzung. Der Kapitän war demnach der vom Reeder bestellte Führer des Schiffs und musste Inhaber eines staatlichen Befähigungszeugnisses sein („Kapitänspatent“; § 5 Abs. 1 und 2 SeeArbG). Damit ist er Inhaber der Schiffsgewalt, trägt die Verantwortung für die nautische und administrative Führung des Schiffes und ist Hausherr. Er ist der Vorgesetzte aller Besatzungsmitglieder (§ 121 Abs. 1 SeeArbG) und hat für die Erhaltung der Ordnung und Sicherheit an Bord zu sorgen (Abs. 2); zur Gefahrenabwendung kann er Anordnungen auch mit Zwangsmitteln durchsetzen einschließlich vorübergehender Festnahme (Abs. 3). Diese Vorgänge lösen eine Eintragung ins Schiffstagebuch aus. Das Tagebuch ist vom Kapitän zu unterschreiben und gilt als Urkunde insbesondere bei späteren gerichtlichen Auseinandersetzungen. Kapitäne sind meist bei Reedereien angestellt. In größeren Häfen arbeiten Hafenkapitäne.

### Hochseetrauung
In der seit 1924 bekannten und mehrfach verfilmten Komödie Die Tote Tante – Das Haus in Montevideo spielen Trauungen auf dem Schiff Atlanta eine zentrale Rolle. 
Spätestens seit der Fernsehserie Das Traumschiff muss klargestellt werden, dass eine Eheschließung als so genannte „Hochseetrauung“ durch einen Kapitän, der nicht gleichzeitig die Qualifikation eines Standesbeamten vorweist, auf einem deutschen Schiff nicht zulässig und nicht gültig ist, auch wenn sich das Schiff in internationalen Gewässern befindet. Ein Kapitän ist immer an das Recht des Landes gebunden, unter dessen Flagge sein Schiff fährt. Ehen dürfen in Deutschland nur vor dem Standesbeamten geschlossen werden (§ 1310 Abs. 1 BGB). Um Trauungen auf See zu unterbinden, unterliegt die United States Navy beispielsweise folgender Bestimmung: „Der kommandierende Offizier darf an Bord seines Schiffes oder Flugzeuges keine Trauungszeremonie durchführen.“

### Aufgabe des Schiffs
Gibt der Kapitän ein Schiff etwa wegen Seeuntüchtigkeit auf (engl. abandonment), wird es herrenlos. Die Aufgabe erfordert die Ausübung eines Ermessens oder Willensvermögens durch den Kapitän. Wird dieser und die Besatzung durch Piraten oder fremde Schiffsbesatzungen gezwungen, das Schiff zu verlassen, kann nicht von Aufgabe die Rede sein.

### Patente
Der Kapitän muss die erforderlichen Patente zum Führen des Wasserfahrzeuges in dem jeweiligen Fahrgebiet vorweisen. Die Ausbildung erfolgt an Seefahrtschulen oder Fachhochschulen. Kapitäne mit einem Hochschulabschluss in Nautik führen den akademischen Grad Dipl.-Nautiker oder Dipl.-Wirtschaftsingenieur Seeverkehr oder Dipl.-Ing. Seeverkehr, seit der Umstellung von Diplom- auf Bachelorstudiengänge erhalten sie den Titel Bachelor of Science (B.Sc.) verliehen; Kapitäne, die ihre Ausbildung auf der Fachschule absolviert haben, tragen den Titel Staatlich geprüfte(r) Techniker(in).

## Handelsschifffahrt

### Deutschland
Der Schiffsführer eines zivilen Frachtschiffes ist der „Kapitän“ (NK). Dies ist eine Dienststellung, kein Dienstgrad. Nur auf kleineren Schiffen geht der Kapitän noch selbst Wache. Auf größeren Schiffen und auf Großer Fahrt ist er meist wachfrei, und die Offiziere oder Steuerleute der Wache („Wachoffiziere“) gehen die Wachen.

#### Kapitän auf großer Fahrt
Kapitän auf großer Fahrt ist die veraltete, aber dennoch gebräuchliche Bezeichnung für einen Kapitän auf Kauffahrteischiffen aller Größen in allen Fahrtgebieten mit Ausnahme der Fischereifahrzeuge. Das hierfür benötigte Grundpatent zum nautischen Offizier kann auf Fachschulen (Staatlich geprüfter Nautiker) oder auf Fachhochschulen (Bachelor of Science) erworben werden.

#### Kapitän auf kleiner Fahrt
Kapitän auf kleiner Fahrt ist die veraltete, aber dennoch gebräuchliche Bezeichnung für einen Kapitän auf Kauffahrteischiffen mit einer Raumzahl bis zu 500 in der nationalen Fahrt mit Ausnahme der Fischereifahrzeuge. Auf kleiner Fahrt bewegt sich das Schiff nur in küstennahen Gebieten, wie zum Beispiel der Nord- oder Ostsee. Die Mittlere Fahrt umfasst alle europäischen Häfen ohne Island, die Azoren und Spitzbergen. Bei der Großen Fahrt werden alle Seegewässer weltweit befahren. Das hierfür benötigte Grundpatent kann auf einer Fachschule erworben werden.

### Österreich
Durch das Abkommen von Barcelona von 1921 ist es Binnenstaaten gestattet, Hochseeschifffahrt unter eigener Flagge zu betreiben. Im Gegensatz zur Situation in Deutschland ist der Kapitän nach dem österreichischen Seeschifffahrtsgesetz von 1981 ein vom Reeder auf Dauer ernannter Bevollmächtigter. Er behält seinen Titel auch nach dem Verlassen des Schiffes:
§ 20. (1) Der vom Reeder für ein österreichisches Seeschiff bestellte Kapitän (§ 511 HGB) ist zur Ausübung der Befehlsgewalt an Bord berechtigt und verpflichtet.
(2) Der Kapitän eines österreichischen Seeschiffes muß sich während der ganzen Dauer der Reise an Bord befinden und die Befehlsgewalt selbst ausüben, es sei denn, daß er in einem Hafen notwendiger- oder üblicherweise an Land geht.
(3) Ist der Kapitän nicht an Bord oder ist er an der Ausübung seiner Tätigkeit verhindert, so nimmt das im Range nächste Mitglied der Decksbesatzung die Pflichten und Befugnisse des Kapitäns wahr.

## Ausbildung zum Kapitän in der Handelsschifffahrt
Um Kapitän in der Handelsschifffahrt zu werden, muss man in Deutschland an einer Fachschule oder Fachhochschule das Befähigungszeugnis „Nautischer Wachoffizier“ erlangen. Darauf folgt eine Erfahrungsfahrzeit von netto mindestens zwei Jahren. Darauf erhält man das Befähigungszeugnis zum nautischen Offizier/Kapitän.
Um über den Weg der Fachhochschule das Befähigungszeugnis zu erlangen, muss man mindestens die Fachhochschulreife besitzen.
Um an einer Fachschule sein Befähigungszeugnis zu erlangen, muss man einen seefahrtbezogenen Beruf einschließlich der erforderlichen Seefahrtzeit erlernt haben (Matrose, Schiffsmechaniker oder Schiffsbetriebstechnischer Assistent). Aber auch Quereinsteiger haben die Möglichkeit, sich mit einem Metallberuf und einer Erfahrungsfahrzeit an einer Fachschule anzumelden.

## Kriegsschiffe

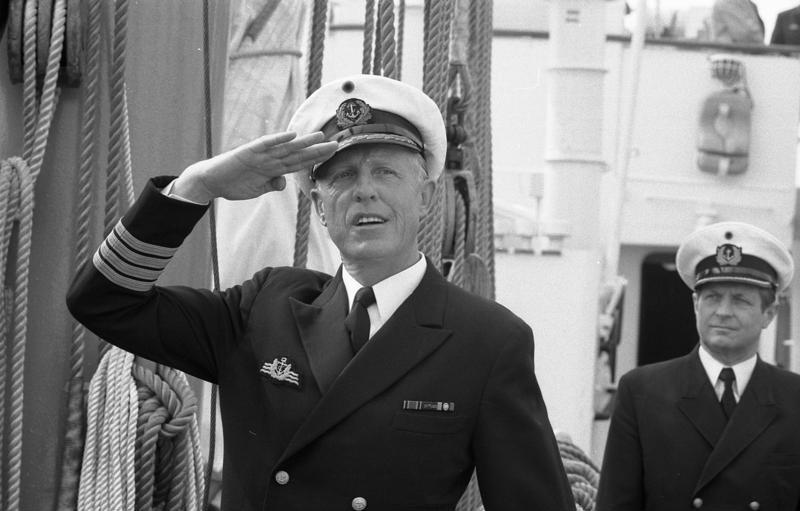
Hans Freiherr von Stackelberg, 1972–78 Kommandant der Gorch Fock (1976)

Der Begriff Kommandant als Führer von Kriegsschiffen bezeichnet eine Dienststellung, die unabhängig vom militärischen Dienstgrad des Schiffsführers ist. Der Schiffskommandant ist entweder ein Stabsoffizier (Korvettenkapitän, Fregattenkapitän, selten auch Kapitän zur See) oder, auf kleineren Schiffen und Booten (beispielsweise U-Booten), ein Kapitänleutnant. Von der Regel abweichend, dass Kommandanten grundsätzlich Offiziere sind, ist auf Landungsbooten der Kommandant in der Regel ein Portepeeunteroffizier.
Grundsätzlich werden alle Stabsoffiziere der Marine mit Ausnahme der Sanitätsoffiziere unabhängig von ihrem genauen Dienstgrad mit „Herr oder Frau Kapitän“ angesprochen, im Marinejargon jedoch ohne das i im Wort auszusprechen, also mit „Herr Kap'tän“. Kapitänleutnante werden im Marinejargon traditionell mit „Herr Kaleu“ angesprochen. Nicht gebräuchlich ist dagegen die Anrede „Herr oder Frau Kommandant“.

## Sportschifffahrt
Der Führer eines Sport-Motor- oder -Segelschiffes hat alle Rechte und Pflichten eines Kapitäns und ist als solcher für die sichere Führung von Schiff und Mannschaft und für Gäste und Ladung verantwortlich.
Siehe auch: Skipper mit Regelung für Deutschland